# كببيات
الكببيات (الاسم العلمي: Glomerales) هي رتبة من الفطريات تتبع طائفة الكببيانية من شعبة الفطريات الكببية.

## فصائل
- كببية